# Biskupice (district de Prostějov)
Pour les articles homonymes, voir Biskupice.
Biskupice (en allemand : Biskupitz) est une commune du district de Prostějov, dans la région d'Olomouc, en Tchéquie. Sa population s'élevait à 302 habitants en 2023.

## Géographie
Biskupice se trouve à 5 km au sud-est du centre de Hlinsko, à 10 km à l'est-sud-est de Prostějov, à 15 km au sud d'Olomouc et à 213 km à l'est-sud-est de Prague.
La commune est limitée par Hrdibořice au nord, par Dub nad Moravou et Věrovany à l'est, par Klopotovice au sud, et par Hrubčice et Kralice na Hané à l'ouest.

## Histoire
La première mention écrite de la localité date de 1131.

## Transports
Par la route, Biskupice se trouve à 10 km de Prostějov, à 20 km d'Olomouc et à 274 km de Prague.